# Libre albedrío en la antigüedad
El libre albedrío en la antigüedad es un concepto filosófico y teológico. El libre albedrío en la antigüedad no se discutía en los mismos términos que se usaban en los debates modernos del libre albedrío, pero los historiadores del problema han especulado quién fue exactamente el primero en tomar posiciones como determinista, libertario, y compatibilista en la antigüedad. Existe un amplio acuerdo en que estos puntos de vista se formaron esencialmente en su totalidad hace más de 2000 años. Entre los candidatos a los primeros pensadores que se formaron estos puntos de vista, así como la idea de un libertarismo "agente-causal" no físico, se incluyen Demócrito (460-370 a. C.), Aristóteles (384-322 a. C. ), Epicuro (341-270 a. C.), Crisipo (280-207 a. C.) y Carneades (214-129 a. C.).

## Filosofía griega antigua

### Presocráticos
Los primeros relatos de la religión helenística del destino del hombre exploraron el grado de libertad humana permitido por los dioses. Un fuerte fatalismo está presente en los cuentos que predicen el futuro, basados en la idea de que los dioses tienen un conocimiento previo de los acontecimientos futuros. Ansiosos por no molestar a los dioses, los creadores de mitos rara vez desafiaron la idea de que el conocimiento previo de los dioses es compatible con la libertad humana. Se pensaba que las moirai (las Parcas) determinaban el destino de cada persona al nacer.
Los primeros pensadores en buscar causas explicativas (ἀιτία) en los fenómenos naturales (en lugar de los dioses que controlan los eventos) fueron los filósofos presocráticos ("fisiólogos"). Las razones o reglas (λόγοι) detrás del mundo físico (φύσις) se convirtieron en las "leyes" ideales que gobiernan los fenómenos materiales. Anaximandro (610-546 aC) acuñó el término physis (φύσις) y quizás incluso la combinación cosmológica de cosmos (κόσμος), como naturaleza organizada, y logos (λόγος), como la ley detrás de la naturaleza. Los griegos tenían una palabra separada para las leyes (o convenciones) de la sociedad, nomos (νόμος). Heráclito (535-475 a. C.) afirmó que todo cambia ("no puedes entrar dos veces en el mismo río"), pero que había leyes o reglas (el logos) detrás de todos los cambiar. Los primeros cosmólogos imaginaban que las leyes universales eran todopoderosas y, por tanto, debían explicar las causas naturales detrás de todas las cosas, desde los movimientos regulares de los cielos hasta la mente (νοῦς) del hombre. Estos "fisiólogos" transformaron los argumentos prefilosóficos sobre los dioses que controlan la voluntad humana en argumentos sobre las causas preexistentes que la controlan.

### Demócrito y Leucipo
Los filósofos materialistas Demócrito y su mentor Leucipo son considerados los primeros  deterministas. Afirmaron que todas las cosas, incluidos los humanos, estaban hechas de átomos en un vacío, con movimientos atómicos individuales estrictamente controlados por leyes causales. Demócrito dijo:

   Por convención (nomos) color, por convención dulce, por convención amargo, pero en realidad átomos y vacío.

La filosofía de Demócrito arrebató a los dioses el control del destino del hombre, pero, irónicamente, él y Leucipo originaron dos de los grandes dogmas del determinismo, el determinismo físico y la necesidad lógica de la verdad lógica. directamente al problema tradicional y moderno del libre albedrío y el determinismo.
Leucipo declaró una necesidad absoluta que no dejaba lugar en el cosmos al azar.
Nada ocurre al azar (maten), pero todo por una razón (logos) y por necesidad.

La consecuencia es un mundo con un solo futuro posible, completamente determinado por su pasado.

### Sócrates
Platón en el Gorgias  (y en el  Protágoras 345c4-e6), Sócrates argumenta que nadie hace mal voluntariamente, una de las doctrinas más famosas (dogmas) que se asocian con él. Cuando se enmarca en términos modernos (occidentales), la implicación es que es la ignorancia, más que la libre agencia individual, la responsable de las acciones moralmente incorrectas.

### Aristóteles

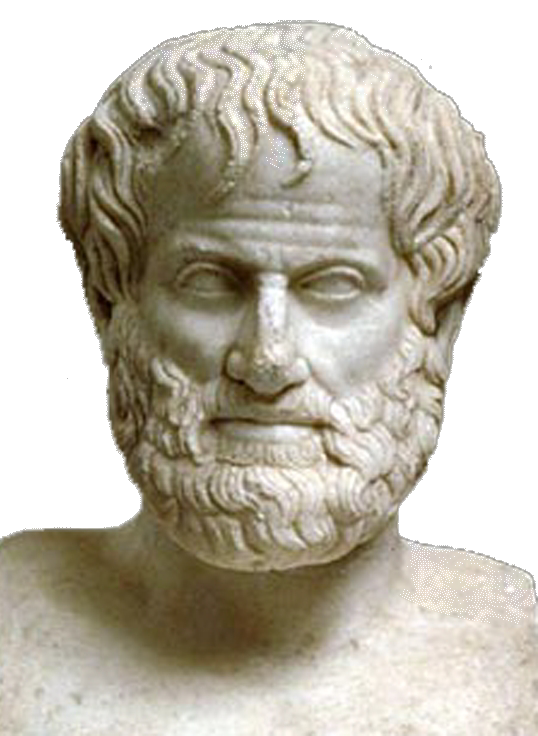
Aristóteles.

Michael Frede tipifica la visión predominante de la erudición reciente, a saber, que Aristóteles no tenía una noción de libre albedrío.
Aristóteles elaboró las  cuatro causas posibles (material, eficiente, formal y final). La palabra de Aristóteles para estas causas era ἀιτία, que se traduce como "causas" en el sentido de los múltiples factores responsables de un evento. Aristóteles no se suscribió a la idea simplista de "todo evento tiene una (única) causa" que vendría después.
Luego, en su   Física  y   Metafísica , Aristóteles también dijo que había "accidentes" causados por "casualidad (τυχή)" . En su "Física", señaló que los primeros físicos no habían encontrado lugar para el azar entre sus causas.
Aristóteles opuso su oportunidad accidental a la necesidad:

   Tampoco existe una causa definida para un accidente, sino sólo el azar (τυχόν), es decir, una causa indefinida (ἀόριστον).

   Es obvio que hay principios y causas que son generables y destructibles aparte de los procesos reales de generación y destrucción; porque si esto no es cierto, todo será por necesidad: es decir, si necesariamente debe haber alguna causa, distinta de la accidental, de lo que se genera y se destruye. ¿Será esto o no? Sí, si esto sucede; de otra forma no.

Rastrear cualquier secuencia particular de eventos en el tiempo generalmente llegará a un evento accidental - un "punto de partida" o "nuevo comienzo" (Aristóteles lo llama un origen o arche (ἀρχή) - cuya causa principal contribuyente (o causas) no fue en sí misma causada .
Que suceda algo en particular, dice Aristóteles, puede depender de una serie de causas que

   vuelve a algún punto de partida, que no vuelve a otra cosa. Este, por tanto, será el punto de partida de lo fortuito, y nada más es la causa de su generación.

En general, muchas de estas secuencias causales contribuyen a cualquier evento, incluidas las decisiones humanas. Cada secuencia tiene un tiempo de origen diferente, algunos se remontan a antes de que naciéramos, otros se originan durante nuestras deliberaciones. Más allá de las secuencias causales que son el resultado de la casualidad o la necesidad, Aristóteles sintió que algunas rupturas en la cadena causal nos permiten sentir que nuestras acciones "dependen de nosotros" (ἐφ 'ἡμῖν). Estas son las cadenas causales que se originan dentro de nosotros (ἐv ἡμῖν).
La obra "Necesidad, causa y culpa" de Richard Sorabji de 1980 examinó las posiciones de Aristóteles sobre la causalidad y la necesidad, comparándolas con sus predecesores y sucesores, especialmente los estoicos y Epicuro. Sorabji sostiene que Aristóteles era un indeterminista, que existe el azar real y los eventos no causados, pero nunca que las acciones humanas no tienen causa en el sentido libertario extremo que algunos comentaristas atribuyen erróneamente a Epicuro.

Aristóteles aceptó el pasado como fijo, en el sentido de que los acontecimientos pasados eran irrevocables. Pero los eventos futuros no pueden ser necesarios por afirmaciones sobre el valor de verdad presente de las afirmaciones sobre el futuro. Aristóteles no niega el medio excluido (ya sea p o no p), solo que el valor de verdad de p no existe todavía. De hecho, aunque el pasado es fijo, el valor de verdad de las declaraciones pasadas sobre el futuro puede cambiarse por el resultado de eventos futuros. Este es el problema de contingentes futuros.
Aunque cree que Aristóteles no era consciente del "problema" del libre albedrío frente al determinismo (como lo describió por primera vez Epicuro), Sorabji cree que la posición de Aristóteles sobre la cuestión es suficientemente clara. La voluntariedad es demasiado importante para caer ante los argumentos teóricos sobre la necesidad y el determinismo.

   Llego ahora a la cuestión de cómo se relaciona el determinismo con la involuntariedad. Hoy en día, muchos comentaristas sostienen una o más partes del siguiente punto de vista. El determinismo crea un problema para creer en la voluntariedad de las acciones. Lamentablemente, pero inevitablemente, Aristóteles no se dio cuenta de este problema y, por lo tanto, no pudo resolverlo. De hecho, el problema no fue descubierto hasta la época helenística, quizás por Epicuro, que era más de cuarenta años menor que Aristóteles y que llegó a Atenas demasiado tarde para escuchar sus conferencias. En la época de Aristóteles nadie había propuesto todavía un determinismo universal, de modo que él no conocía tal teoría. Su inevitable fracaso para ver la amenaza a la voluntariedad es tanto más lamentable cuando él mismo entretuvo una descripción determinista de las acciones, lo que exacerbó el problema de cómo cualquiera podía ser voluntario. Argumentaré que este relato tergiversa la situación.

### Epicureísmo

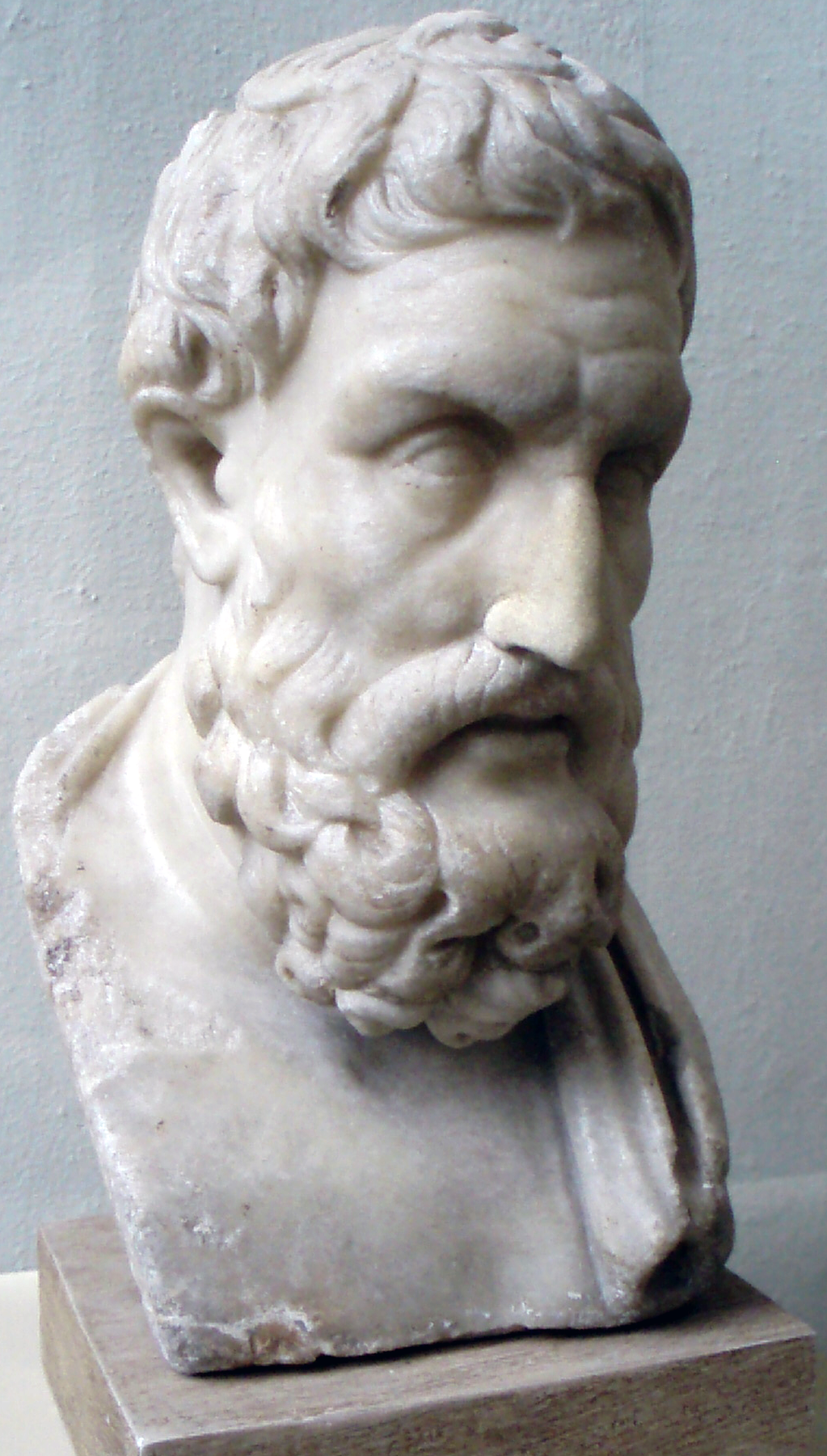
Epicuro

Es con Epicuro y los estoicos que se formulan por primera vez posiciones claramente indeterministas y deterministas. Escribiendo una generación después de Aristóteles, Epicuro argumentó que a medida que los átomos se movían a través del vacío, había ocasiones en las que se "desviaban" (clinamen) de sus caminos de otro modo determinados, iniciando así nuevas cadenas. Epicuro argumentó que estos desvíos nos permitirían ser más responsables de nuestras acciones (libertarianismo), algo imposible si cada acción fuera causada de manera determinista.
Epicuro no dijo que el viraje estuviera directamente involucrado en las decisiones. Pero siguiendo a Aristóteles, Epicuro pensó que los agentes humanos tienen la capacidad autónoma de trascender la necesidad y el azar (ambos destruyen la responsabilidad), de modo que el elogio y la culpa son apropiados. Epicuro encuentra un tertium quid (una tercera opción), más allá de la necesidad (física democritea) y más allá del azar de Aristóteles. Su "tertium quid" es la autonomía del agente, lo que "depende de nosotros". Aquí está el primer argumento explícito para libertario libre albedrío.

   ...algunas cosas ocurren por necesidad (ἀνάγκη), otras por casualidad (τύχη), otras a través de nuestra propia agencia (παρ ’ἡμᾶς).

   ...la necesidad destruye la responsabilidad y el azar es inconstante; mientras que nuestras propias acciones son autónomas, y es a ellas a las que se unen naturalmente la alabanza y la culpa.

Lucrecio (siglo I a. C.), un fuerte partidario de Epicuro, vio la aleatoriedad como un habilitador del libre albedrío, incluso si no podía explicar exactamente cómo, más allá del hecho de que los desvíos aleatorios romperían la cadena causal de determinismo.

   Una vez más, si todo movimiento es siempre una cadena larga, y un nuevo movimiento surge del antiguo en orden invariable, y si los primeros comienzos no se hacen al desviar un comienzo de movimiento que rompa los decretos del destino, esa causa puede no seguir la causa desde el infinito, de donde viene esta libertad ( libera ) en los seres vivientes de toda la tierra, de donde digo es esta voluntad ( voluntas ) arrebatada a los destinos por los cuales procedemos a donde el placer conduce a cada uno. , desviando también nuestros movimientos, no en momentos y lugares fijos, sino justo donde nuestra mente nos ha llevado? Porque indudablemente es su propia voluntad en cada uno la que comienza estas cosas, y de la voluntad los movimientos van ondulando a través de los miembros.

En 1967, Pamela Huby sugirió que Epicuro fue el descubridor original del "problema del libre albedrío". Huby señaló que ha habido dos problemas principales del libre albedrío, correspondientes a diferentes determinismos, a saber, el determinismo teológico (predestinación y presciencia) y el determinismo causal físico de Demócrito.
Es lamentable que nuestro conocimiento de la historia temprana de los estoicos sea tan fragmentario y que no tengamos una descripción consensuada de las relaciones entre ellos y Epicuro. Sin embargo, según las pruebas que tenemos, me parece más probable que Epicuro fuera el creador de la controversia del libre albedrío, y que sólo Crisipo, el tercer director de la escuela, la abordó con entusiasmo entre los estoicos.
En 2000, Susanne Bobzien desafió la afirmación de Pamela Huby de 1967 de que Epicuro descubrió el "problema del libre albedrío".

   En 1967 se atribuyó a Epicuro el descubrimiento del problema del libre albedrío y el determinismo. Entre los concursantes se encontraban Aristóteles y los primeros estoicos. Epicuro salió victorioso porque —así decía el argumento— Aristóteles aún no tenía el problema y los estoicos lo heredaron de Epicuro. En el mismo año, David Furley publicó su ensayo 'Aristóteles y Epicuro sobre la acción voluntaria', en el que argumentó que el problema de Epicuro no era el problema del libre albedrío. En los treinta y tantos años transcurridos desde entonces, se ha publicado mucho sobre Epicuro sobre la libertad y el determinismo. Pero rara vez se ha cuestionado si Epicuro, de una forma u otra, se encontró cara a cara con alguna versión del problema del libre albedrío.

Bobzien cree que Epicuro no tenía un modelo de lo que ella llama "libertad bilateral", porque cree que Epicuro

"asumido... una brecha en la cadena causal inmediatamente antes, o simultáneamente con, la decisión o elección, una brecha que permite la aparición de un movimiento espontáneo. De esta manera, cada decisión o elección humana está directamente relacionada con el indeterminismo causal... Para evitar malentendidos, debo enfatizar que creo que Epicuro fue una especie de indeterminista, solo que no defendió la decisión libre indeterminista o la libre elección indeterminista.

A. A. Longy  D. N. Sedley, sin embargo, está de acuerdo con Pamela Huby en que Epicuro fue el primero en advertir el problema moderno del libre albedrío y el determinismo.

El problema de Epicuro es este: si ha sido necesario todo el tiempo que actuemos como lo hacemos, no puede depender de nosotros, con el resultado de que no seríamos moralmente responsables de nuestras acciones en absoluto. Al plantear así el problema del determinismo, podría decirse que se convierte en el primer filósofo en reconocer la centralidad filosófica de lo que conocemos como la cuestión del libre albedrío. Su enfoque fuertemente libertario puede contrastarse útilmente con la aceptación del determinismo por parte de los estoicos.
La pregunta sigue siendo cómo los desvíos aleatorios pueden ayudar a explicar la acción libre. En su libro de 1992, "La filosofía helenística de la mente", Julia Annas escribió:

...dado que los virajes son aleatorios, es difícil ver cómo ayudan a explicar la acción libre. Difícilmente podemos esperar que haya un viraje aleatorio antes de cada acción gratuita. Las acciones gratuitas son frecuentes y (bastante) fiables. Los virajes aleatorios no pueden explicar ninguna de estas características. Este problema se reduciría si pudiéramos asumir que los desvíos son muy frecuentes, por lo que siempre es probable que haya uno antes de una acción. Sin embargo, si los virajes son frecuentes, nos enfrentamos al problema de que las piedras y los árboles deben poder actuar libremente. E incluso en el caso de los humanos, los virajes aleatorios parecerían producir, en todo caso, acciones al azar; todavía carecemos de pistas sobre cómo podrían producir acciones que sean gratuitas.
Una opinión, que se remonta al historiador del siglo XIX Carlo Giussani, es que los virajes atómicos de Epicuro están involucrados directamente en todos los casos de acción humana libre, no solo en algún lugar del pasado que rompe la cadena causal del determinismo. En 1928 Cyril Bailey estuvo de acuerdo con Giussani en que los átomos de la mente-alma proporcionan una ruptura en la continuidad de los movimientos atómicos; de lo contrario, se necesitarían acciones. Bailey imaginó complejos de átomos mentales que trabajan juntos para formar una conciencia que no está determinada, pero que tampoco es susceptible a la pura aleatoriedad de los virajes atómicos individuales, algo que podría constituir la idea de Epicuro de que las acciones "dependen de nosotros" (πὰρ ' ἡμάς). Bailey afirma que Epicuro no "identificó" la libertad de voluntad con el azar.

Puede ser que el relato [de Giussani] empuje la doctrina epicúrea un poco más allá del punto en que el maestro la había pensado por sí mismo, pero es una deducción directa de indudables concepciones epicúreas y es una explicación satisfactoria de lo que Epicuro quiso decir: que debería Haber pensado que la libertad del albedrío era casualidad, y he luchado duro para mantenerla como casualidad y nada más, es inconcebible.

En 1967, David Furley restó importancia del viraje tanto en Epicuro como en Lucrecio para defender a Epicuro de la visión libertaria "extrema" de que nuestras acciones son causadas directamente por virajes aleatorios. (Bailey también había negado esta "interpretación tradicional".) Furley aboga por una fuerte conexión entre las ideas de Aristóteles y Epicuro sobre acciones autónomas que "dependen de nosotros".

   Si ahora reunimos la introducción al pasaje de Lucrecio sobre "voluntas" y la teoría de lo voluntario de Aristóteles, podemos ver cómo se suponía que el desvío de los átomos hacía su trabajo. El criterio de lo voluntario de Aristóteles era negativo: la fuente de la acción voluntaria está en el agente mismo, en el sentido de que no puede rastrearse más allá o fuera del agente mismo. Lucrecio dice que las voluntas deben salvarse de una sucesión de causas que se remontan al infinito. Todo lo que necesita para satisfacer el criterio aristotélico es una "ruptura en la sucesión de causas", de modo que la fuente de una acción no pueda rastrearse hasta algo que ocurrió antes del nacimiento del agente.

El desvío, entonces, juega un papel puramente negativo en la psicología epicúrea. Salva a las voluntas de la necesidad, como dice Lucrecio, pero no aparece en todos los actos de voluntas.

Por otro lado, en su tesis de 1983, "Lucrecio sobre el Clinamen y el 'libre albedrío'", Don Paul Fowler defendió la antigua afirmación de que Epicuro propuso desvíos aleatorios como la causa directa de nuestras acciones.

Paso a la interpretación general. Lucrecio está argumentando desde la existencia de "voluntas" hasta la existencia del "clinamen"; nada surge de la nada, por lo tanto, "voluntas" debe tener una causa a nivel atómico, a saber. el "clinamen". La interpretación más natural de esto es que cada acto de  voluntas  es causado por un desvío en los átomos de la mente del animal...Existe una estrecha relación causal y física entre lo macroscópico y lo atómico. Furley, sin embargo, argumentó que la relación entre "voluntas" y "clinamen" era muy diferente; no todos los actos de volición fueron acompañados por un desvío en los átomos del alma, pero el  clinamen  fue solo un evento ocasional que rompió la cadena de causalidad entre el σύστασις de nuestra mente al nacer y el estado 'engendrado' (τὸ ἀπογεγεννημένον) que determina nuestras acciones. Su papel en el epicureísmo es simplemente para hacer una ruptura formal con el determinismo físico, y no tiene un efecto real sobre el resultado de acciones particulares. (pág.338).

En un artículo de 1999 sobre Phronesis, Purinton estuvo de acuerdo con Fowler en que los desvíos aleatorios causan directamente voliciones y acciones:
"ya que no hacen de la volición en sí misma un nuevo comienzo de movimiento, y la opinión de Sedley no hace justicia a su atomismo ... Me parece, por lo tanto, que no hay una buena razón para rechazar la tesis que sostenía Epicuro de que los desvíos causan voliciones de abajo hacia arriba. Y hay varias buenas razones para aceptarlo."

### Estoicismo
El estoicismo solidificó la idea de leyes naturales que controlan todas las cosas, incluida la mente. Zenón de Citio, el fundador del estoicismo, vio que cada evento tenía una causa, y esa causa necesitaba el evento. Dadas exactamente las mismas circunstancias, se producirá exactamente el mismo resultado.

   Es imposible que la causa esté presente sin que se obtenga aquella de la que es causa.

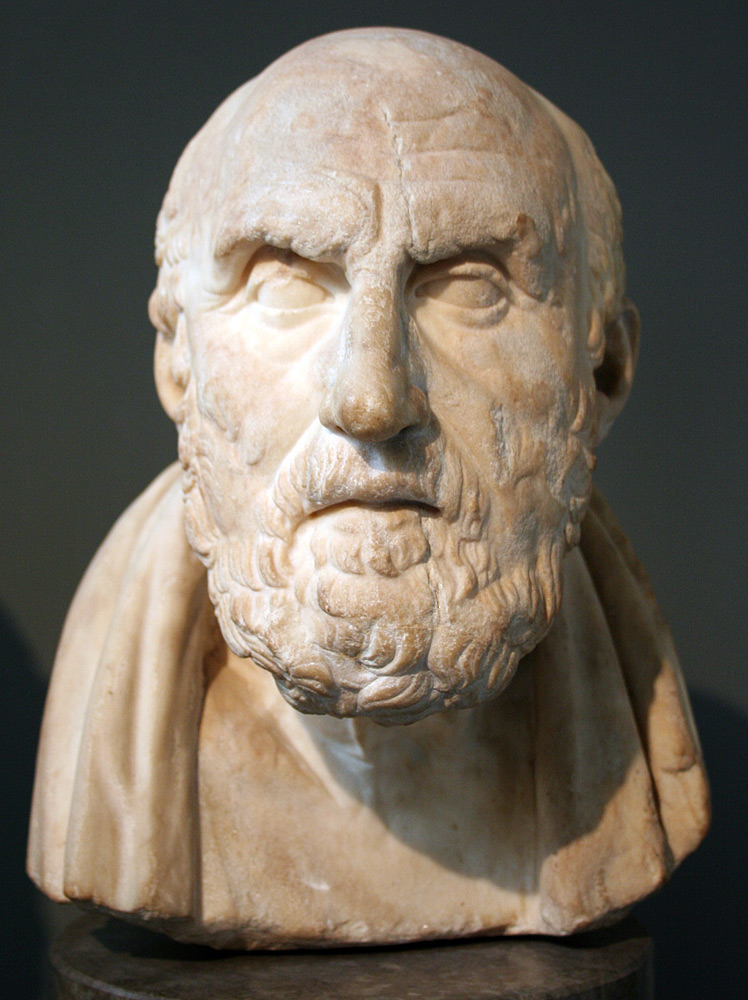
El filósofo estoico Crisipo.

El principal desarrollador del estoicismo, Crisipo de Solos, eliminó la estricta necesidad. Mientras que el pasado es inmutable, Crisipo argumentó que algunos eventos futuros que son posibles no ocurren por necesidad solo de factores externos pasados, sino que podrían (como sostuvieron Aristóteles y Epicuro) depender de nosotros. Tenemos la opción de asentir o no asentir a una acción. Crisipo dijo que nuestras acciones están determinadas (en parte por nosotros mismos como causas) y predestinadas (debido a la presciencia de Dios), pero también dijo que no son necesarias, es decir, predeterminadas desde el pasado distante. Crisipo sería visto hoy como un  compatibilista.
R. W. Sharples describe los primeros argumentos compatibilistas para reconciliar responsabilidad y determinismo de Crisipo.

La posición estoica, expresada definitivamente por Crisipo (c. 280-207 a. C.), el tercer director de la escuela, no representa el extremo opuesto de la de Epicuro, sino un intento de compromiso, de combinar determinismo y responsabilidad. Su teoría del universo es de hecho completamente determinista; todo está gobernado por el destino, identificado con la secuencia de causas; nada podría suceder de otra manera de lo que sucede, y en cualquier conjunto dado de circunstancias puede seguir uno y solo un resultado; de lo contrario, se produciría un movimiento no causado.

Crisipo estaba preocupado por preservar la responsabilidad humana en el contexto de su sistema determinista. Su posición fue, pues, una de 'determinismo blando', en contraposición, por un lado, a la del 'determinista duro' que afirma que el determinismo excluye la responsabilidad, y por otro lado a la del libertario que está de acuerdo en la incompatibilidad pero responsabilidad del determinismo. El griego eph 'hemin (ἐφ΄ ἡμῖν),' lo que depende de nosotros ', como el inglés' responsabilidad ', fue utilizado tanto por libertarios como por deterministas blandos, aunque diferían en lo que implicaba; por lo tanto, la aparición de la expresión no es una guía segura para el tipo de puesto involucrado. La situación se complica por el hecho de que el debate en la filosofía griega se lleva a cabo enteramente en términos de responsabilidad (para eph 'hemin) más que de libertad o libre albedrío; no obstante, se puede demostrar que algunos pensadores, entre ellos Alexander, tienen una concepción de la responsabilidad más libertaria que blanda-determinista, y en tales casos no he dudado en utilizar expresiones como "libertad".

### Alejandro de Afrodisias
El filósofo peripatético Alejandro de Afrodisias (c. 150-210), el más famoso de los antiguos comentaristas de Aristóteles, defendió una visión de la responsabilidad moral que hoy llamaríamos libertarismo. La filosofía griega no tenía un término preciso para "libre albedrío" como el latín ("liberum arbitrium" o "libera voluntas"). La discusión fue en términos de responsabilidad, lo que "depende de nosotros" (en griego ἐφ ἡμῖν).[cita requerida]
Alexander creía que Aristóteles no era un determinista estricto como los estoicos, y argumentó que algunos eventos no tienen causas predeterminadas. En particular, el hombre es responsable de las decisiones auto-causadas y puede elegir hacer o no hacer algo, como argumentó Crisipo. Sin embargo, Alejandro negó el conocimiento previo de los acontecimientos que formaban parte de la identificación estoica de Dios y la naturaleza.
 R. W. Sharples describió "De Fato" de Alexander como quizás el tratamiento más completo que sobrevive desde la antigüedad clásica del problema de la responsabilidad (τὸ ἐφ ’ἡμίν) y el determinismo. En especial, arrojó mucha luz sobre la posición de Aristóteles sobre el libre albedrío y sobre el intento estoico de compatibilizar la responsabilidad con el determinismo.

## Religión abrahámica antigua

### Judaísmo antiguo
Los antiguos hebreos distinguían entre elecciones y acciones voluntarias (voluntarias) y acciones forzadas, pero las escrituras hebreas están impregnadas de la noción de que la voluntad siempre está ligada al corazón y determinada por la condición del corazón. Para los antiguos hebreos, el "corazón" (levav) es el "asiento de la voluntad", el lugar de los deseos, preferencias, inclinaciones, inclinaciones y motivos de una persona. Los seres humanos "quieren" y "eligen", y lo hacen voluntariamente, pero hacen lo que hacen de acuerdo con el estado de su corazón, que determina sus deseos, preferencias, inclinaciones, inclinaciones y motivos. Para que la voluntad sea cambiada, según Ezequiel, Dios primero debe cambiar el corazón (Ezequiel 36: 26-27)
La forma en que el corazón obliga a la voluntad se ejemplifica en el libro de Éxodo (entre otros), refiriéndose a los dones y las ofrendas:
Éxodo 35:21

Todo hombre y mujer a quien su corazón hizo dispuesto para traer toda la obra que Yhavhe mandó que se hiciera por la mano de Moisés de los hijos de Israel trajo una ofrenda voluntaria a Yhavhe.
Las palabras anteriores, "ofrenda voluntaria", es la única palabra hebrea "nedabah". Fue traducido en 1611 por los traductores de la Biblia de King James como "ofrenda voluntaria". La "ofrenda voluntaria" hebrea  nedabah  era "gratuita" sólo en la medida en que estaba libre de coacción por el requisito legal; gratis solo se aplica a la naturaleza de la oferta en el sentido legal. Pero la palabra "gratis" no es parte de la palabra "nedabah". De hecho, el significado de nadab es ser obligado / incitado / impulsado por el corazón. La voluntad o elección es movida por la condición del corazón. Está dispuesto, sucede voluntariamente, porque el corazón lo impulsa. El adjetivo "libre albedrío" distingue este tipo de ofrenda de otras ofrendas ( nederim ) que eran requeridas por ley y no, por lo tanto, dadas por libre albedrío. La palabra "libre albedrío" en este contexto no se refiere, por tanto, a los poderes metafísicos del alma, sino simplemente a distinguir las ofrendas voluntarias de las obligatorias. Esto no es lo que los filósofos de hoy llaman libre albedrío libertario.
El profeta Isaías pintó un cuadro de Dios como un gran alfarero, con los humanos como arcilla pasiva en Sus manos. Isaías dijo que el hombre no debería cuestionar el hecho de que Dios lo controla soberanamente como lodo pasivo inanimado (Isaías 29:16, 45: 9). Un tema central del judaísmo hasta el día de hoy es que los judíos son el pueblo “escogido” de Dios, no porque eligieron libremente a Dios, sino por el juramento de Dios a Abraham (ver Deuteronomio 9: 5-6).

### Cristianismo
En la medida en que Jesús y sus discípulos eran  Hebreo en su orientación, ellos abrazaron las nociones del corazón articuladas en la Biblia hebrea (ver arriba). Por lo tanto, Jesús se informó que dijo,
El hombre bueno saca cosas buenas del bien que tiene guardado en su corazón, y el hombre malo saca cosas malas del mal que tiene guardado en su corazón. Porque la boca habla lo que es el corazón lleno de. (Lucas 6:45)
El término "libre albedrío" está ausente de las traducciones eruditas del Nuevo Testamento. El profesor de Cambridge, Dr.  McGrath, escribe: "El término" libre albedrío "no es bíblico, sino que se deriva del estoicismo. Fue introducido en el cristianismo occidental por el teólogo del siglo II Tertuliano ".
 Padres de la Iglesia Primitiva antes de  Agustín refutaron la no elección predeterminismo como  pagano. De los cincuenta primeros autores cristianos que escribieron sobre el debate entre libre albedrío y determinismo, los cincuenta apoyaron el libre albedrío cristiano contra el  estoico,  gnóstico, y  maniqueo determinismo e incluso Agustín enseñó la teología cristiana tradicional contra este determinismo durante veintiséis años antes del 412 EC. Cuando Agustín comenzó a luchar contra los  Pelagianos alineó su punto de vista con el punto de vista gnóstico y maniqueo y enseñó que la humanidad no tiene libre albedrío para creer hasta que Dios infunde gracia, que a su vez resulta en salvar por la fe.
En 529, en el Segundo Concilio de Orange (Concilio de Orange (529)), la cuestión que nos ocupaba era si se podía afirmar una forma moderada de pelagianismo, o si se afirmaban las doctrinas de Agustín. La determinación del Concilio podría considerarse "semi-agustiniana". Definió que la fe, aunque un acto libre del hombre, resultó, incluso en sus comienzos, de la  gracia de Dios, iluminando la  mente humana y habilitando la creencia. El Concilio de Orange afirmó la necesidad de gracia previniente y el libre albedrío de los no regenerados para arrepentirse en la fe.
Los líderes de la Reforma protestante (reforma protestante) se hicieron eco en gran medida de los puntos de vista posteriores de Agustín sobre el libre albedrío, mientras que el Concilio tridentino católico se inclinó hacia el pelagianismo. El  Arminiano Remonstrants, y  Wesleyano (Metodismo) punto de vista sobre el libre albedrío es una reivindicación del consenso teológico de la Iglesia primitiva y está alineado con el Semi-Agustinianismo en libre albedrío según los cánones del  Segundo Concilio de Orange.

### Citas
1. ↑  Susanne Bobzien, Determinism and Freedom in Stoic Philosophy; Timothy O'Keefe, Epicurus on Freedom, R. W. Sharples, Alexander of Aphrodisias On Fate , David Furley, Two Studies in the Greek Atomists, Richard Sorabji, "Necessity, Cause, and Blame "
2. ↑  νόμῳ χροιή, νόμῳ γλυκύ, νόμῳ πικρόν, ἑτεῇ δ’ ἄτομα καὶ κενόν Diels Kranz, fragment B125
3. ↑  οὐδὲν χρῆμα μάτην γίνεται, ἀλλὰ πάντα ἐκ λόγου τε καὶ ὑπ’ ἀνάγκης Leucippus, Fragment 569 – from Fr. 2 Actius I, 25, 4
4. ↑  http://philpapers.org/archive/BOB_FW.pdf
5. ↑  Aristotle, Metaphysics, Book V, 1025a25
6. ↑  Aristotle, Metaphysics, Book VI, 1027a29
7. ↑  Aristotle, Metaphysics Book VI 1027b12-14
8. ↑  Richard Sorabji, Necessity, Cause, and Blame, p. ix
9. ↑  Richard Sorabji, Necessity, Cause, and Blame, p. 243
10. ↑  Epicurus, Letter to Menoeceus, §133
11. ↑  Pamela Huby, "The First Discovery of the Freewill Problem", Philosophy, 42 (1967), p. 353
12. ↑  Long and Sedley, The Hellenistic Philosophers, section 20, "Free Will," p. 107
13. ↑  Julia Annas, The Hellenistic Philosophy of Mind, p. 184
14. ↑  "La concepción completa de la voluntad según Epicuro comprende dos elementos, un movimiento atómico complejo que tiene la característica de la espontaneidad, es decir, se retira de la necesidad de la causalidad mecánica: y luego el sensus o autoconciencia en virtud del cual el voluntad, iluminada por movimientos previos de sensación, pensamiento y emoción, aprovecha la peculiar libertad o espontaneidad de los movimientos atómicos, para dirigirlos o no dirigirlos en una dirección vista o seleccionada. "- Carlo Giussani,  Studi Lucreziani ' '1896 (p. 126) (traducción de Cyril Bailey)
15. ↑  Es un lugar común afirmar que Epicuro, como su seguidor Lucrecio, pretendía principalmente combatir los `` mitos  de la religión ortodoxa, mostrar mediante su demostración de las infalibles leyes de la naturaleza la falsedad de las antiguas nociones de la acción arbitraria de la dioses y así aliviar a la humanidad de los terrores de la superstición. Pero a veces se olvida que Epicuro vio con casi mayor horror la concepción del "destino" o la "necesidad" irresistibles, que es el resultado lógico de la noción de ley natural presionada hasta su conclusión. Esta conclusión había sido aceptada en su totalidad por Demócrito, pero Epicuro se separó de él de manera notoria: `` era mejor seguir los mitos sobre los dioses que convertirse en esclavo del "destino" de los filósofos naturales: porque el primero sugiere una esperanza de aplacar a los dioses mediante la adoración, mientras que la última implica una necesidad que no conoce el aplacamiento ». - Cyril Bailey, "Los atomistas griegos y Epicuro", pág. 318
16. ↑  Cyril Bailey, The Greek Atomists and Epicurus p. 437
17. ↑  David Furley, Two Studies in the Greek Atomists, p. 232
18. ↑  Don Fowler, "Lucretius on the Clinamen and 'Free Will'", Συζήτησισ: Studi sull'epicureismo greco e romano offerti a Marcello Gigante, (Naples, 1983) 329–52
19. ↑  Jeffrey Purinton, "Epicurus on 'Free Volition' and the Atomic Swerve,'" Phronesis, 44, p. 256
20. ↑  ἀδύνατον δ’ εἴναι τὸ μὲν αἴτιον παρεῖναι, οὖ δέ ἐστιν αἴτιον μὴ ὑπάρχειν.
21. ↑  R. W. Sharples, Alexander of Aphrodisias On Fate
22. ↑  R. W. Sharples, translation and commentary Alexander of Aphrodisias On Fate (1983)
23. ↑  Levav
24. ↑  Exodus 25:2, Jeremiah 24:7, Proverbs 4:23, I Samuel 10:9, Exodus 4:21, Joshua 11:20.
25. ↑  Nadab
26. ↑  Meaning of Nedabah
27. ↑  Various Vows
28. ↑  Alister McGrath, Christian Theology, p. 351.
29. ↑  McIntire, C.T. (2005). «Free Will and Predestination: Christian Concepts».  En Jones, Lindsay, ed. The Encyclopedia of Religion 5 (2 edición). Farmington Hills, MI: Macmillan Reference USA. pp. 3206-3209.
30. ↑  Chadwick, Henry (1966). Early Christian Thought and the Classical Tradition. Oxford, UK: Clarendon Press. p. 9.
31. ↑  Chadwick, Henry (1983). «Freedom and Necessity in Early Christian Thought About God».  En Tracy, David; Lash, Nicholas, eds. Cosmology and Theology. Edinburgh: T and T Clark. pp. 8-13.
32. ↑  Wilson, Kenneth (2018). Augustine's Conversion from Traditional Free Choice to "Non-free Free Will: A Comprehensive Methodology. Tübingen: Mohr Siebeck. pp. 41-94.
33. ↑  Hanegraaf, Wouter J., ed. (2005). «Manichaeism». Dictionary of Gnosis and Western Esotericism 2. Leiden: Brill. pp. 757-765.
34. ↑  Bonner, Gerald (1999). «Augustine, the Bible and the Pelagians».  En Bright, Pamela, ed. Augustine and the Bible. Notre Dame, IN: University of Notre Dame Press. pp. 227-243.
35. ↑  Schaff, Philip (1867). History of the Christian Church 3 (repr. 2002 edición). New York, NY: Charles Scribner’s Sons. pp. 789, 835.
36. ↑  Oakley, Francis (Jan 1, 1988), The Medieval Experience: Foundations of Western Cultural Singularity, Toronto: University of Toronto Press, p. 64..
37. ↑  Thorsen, Don (2007), An Exploration of Christian Theology, Grand Rapids: Baker Books, 20.3.4..
38. ↑  Cf. Second Council of Orange ch.5-7; H. J. Denzinger Enchiridion Symbolorum et Definitionum, 375-377
39. ↑  Pickar, C. H. (1981) [1967]. «Faith». The New Catholic Encyclopedia 5. Washington D.C. p. 797.
40. ↑  Cross, F. L., ed. The Oxford dictionary of the Christian church. New York: Oxford University Press. 2005
41. ↑  "Arminian Theology: Myths and Realities", By Roger E. Olson (InterVarsity Press, Aug 20, 2009), Page 81
42. ↑  "Jacob Arminius: Theologian of Grace", By Keith D. Stanglin, Thomas H. McCall (Oxford University Press, Nov 15, 2012), page 153